# Stadio Fratelli Paschiero
Lo stadio Fratelli Paschiero è un impianto calcistico sito nella città italiana di Cuneo.
Principale arena scoperta della città e della relativa provincia, storicamente ospita le partite interne del Cuneo, maggiore club calcistico locale.
Tra il 2013 e il 2014 ha inoltre ospitato in via transitoria il Bra, impossibilitato a giocare nel proprio impianto casalingo a causa dei lavori di ristrutturazione.
Dal 2023 la struttura ospita le partite casalinghe della prima squadra del Freedom Football Club, la formazione femminile cuneese militante in serie B

## Storia

### Edificazione ed evoluzione
Nei primi anni 1930 il campo sportivo di piazza Regina Elena (poi piazza Martiri della Libertà), dal 1913 sede della pratica calcistica nella città di Cuneo, iniziò a palesare insanabili limiti strutturali, tali da renderlo non più pienamente idoneo ad ospitare le partite di uno sport in piena ascesa di popolarità a livello nazionale: ogniqualvolta si giocava una partita, l'area (normalmente aperta al transito di pedoni e mezzi) doveva infatti essere transennata e preparata, per poi smontare il tutto a gioco terminato.
Si decise pertanto di dare alla città una nuova arena permanente: venne scelta allo scopo la località di Torre Bonada, all'epoca al di fuori dell'area urbana cuneese, non lontano dal cantiere della seconda stazione ferroviaria della città. I lavori procedettero speditamente e già il 28 ottobre 1935 lo stadio Littorio fu ufficialmente inaugurato con la disputa della partita amichevole Cuneo-Torino, vinta dagli ospiti per 1-8. 
In ambito popolare, a dispetto dell'intitolazione ufficiale, lo stadio divenne alquanto noto con il nome di Monviso, in quanto dagli spalti si godeva di una vista panoramica sul relativo massiccio montuoso delle Alpi Cozie, al quale venne poi associato l'odonimo della strada d'accesso alla tribuna maggiore.
Tra maggio e giugno 1938 l'impianto ospitò il collegiale della nazionale italiana di calcio, in procinto di partire per la vittoriosa Coppa del Mondo in Francia.
Dopo la caduta del regime fascista, nel secondo dopoguerra lo stadio rimase per circa vent'anni senza un nome ufficiale, fino al 2 ottobre 1966, quando in occasione della prima partita stagionale del Cuneo si provvide a reintitolarlo alla memoria dei fratelli Aldo e Riccardo Paschiero, due calciatori cuneesi richiamati alle armi e morti in combattimento nella seconda guerra mondiale. La novità fu sancita dall'apposizione di una lapide nell’atrio d’ingresso alla tribuna maggiore.
L'impianto era originariamente a carattere polisportivo, provvisto com'era di una pista d'atletica leggera; gli spalti erano costituiti unicamente da una tribuna parzialmente coperta sul lato occidentale del campo e una gradinata scoperta su quello orientale. Era tuttavia comunemente permesso agli spettatori di prendere posto anche al di fuori delle gradinate, superando ampiamente la capienza teorica.
Nel corso del XX secolo la pista d'atletica venne dismessa e gli spalti vennero ampliati e ammodernati: nel 1954 la copertura venne estesa a tutte le gradinate laterali, mentre nei decenni successivi vennero aggiunte ulteriori tribune posticce costruite in tubolari d'acciaio. La capacità di pubblico ha dunque teso a oscillare tra le 3000 e le 4000 unità.

### Problematiche
Con l'avvento del Terzo millennio l'impianto ha palesato una crescente obsolescenza infrastrutturale, alla quale è stato posto parziale rimedio mediante interventi di tipo conservativo, sovente a carattere non permanente (ad esempio con l'aggiunta di strutture mobili in materiale metallico).
La crescita urbana di Cuneo, soprattutto attorno agli anni 1960, ha inoltre progressivamente "fagocitato" lo stadio (che originariamente si trovava in aperta campagna), serrandolo su tre lati fra palazzine residenziali ad alta densità abitativa. A poca distanza è inoltre sorto l'ospedale Santa Croce.
Tutto ciò, oltre a limitare le possibilità di ristrutturare e potenziare l'arena, ha reso problematica la gestione della viabilità circostante nei giorni delle partite: il blocco e/o la limitazione del transito veicolare su lunghi segmenti stradali (misure necessarie per permettere il sicuro afflusso e deflusso del pubblico, nonché i movimenti e il parcheggio dei torpedoni delle squadre) ha infatti risvolti negativi sulla scorrevolezza del traffico di gran parte del centro cittadino.

### Futuro dell'impianto
Le criticità sopra esposte hanno stimolato discussioni e polemiche inerenti alla possibilità di dismettere dello stadio ed eventualmente costruirne uno nuovo in un'altra zona della città. 
A più riprese la stessa dirigenza del Cuneo si è dichiarata disponibile a farsi carico di una tale operazione con fondi propri (da ultimo nel 2019), ma ciò non ha mai dato luogo a risultati concreti. 
Nel 2010 una cordata di imprenditori locali richiese il diritto di costruire un nuovo stadio nell'area attigua al Palasport di San Rocco Castagnaretta, avvalendosi delle linee guida dettate dal Piano Regolatore Generale del comune di Cuneo: in cambio essi chiesero il diritto di abbattere il Paschiero e destinare il terreno liberato ad edilizia residenziale, commerciale e verde pubblico. Anche tale proposta è tuttavia rimasta sulla carta.
La questione tornò d'attualità nel 2019, allorché il club commissionò a un istituto di ricerca uno studio preliminare per la costruzione di uno "stadio ecosostenibile" con particolari caratteristiche di autonomia energetica (nello specifico la possibilità di autogenerare elettricità mediante una centrale idroelettrica interna, alimentata dalle acque dei torrenti cittadini). Emerse in seguito che tale studio (presentato al municipio di Cuneo il 9 gennaio) conteneva diversi elementi recuperati da altri progetti e ricerche, mentre alcuni periti misero in dubbio la fattibilità pratica delle soluzioni prospettate. La contestuale crisi economico-sportiva del Cuneo (che nell'estate di quell'anno fallì e ripartì dalla Terza Categoria) fece sì che il tutto rimanesse nuovamente lettera morta.

## Struttura

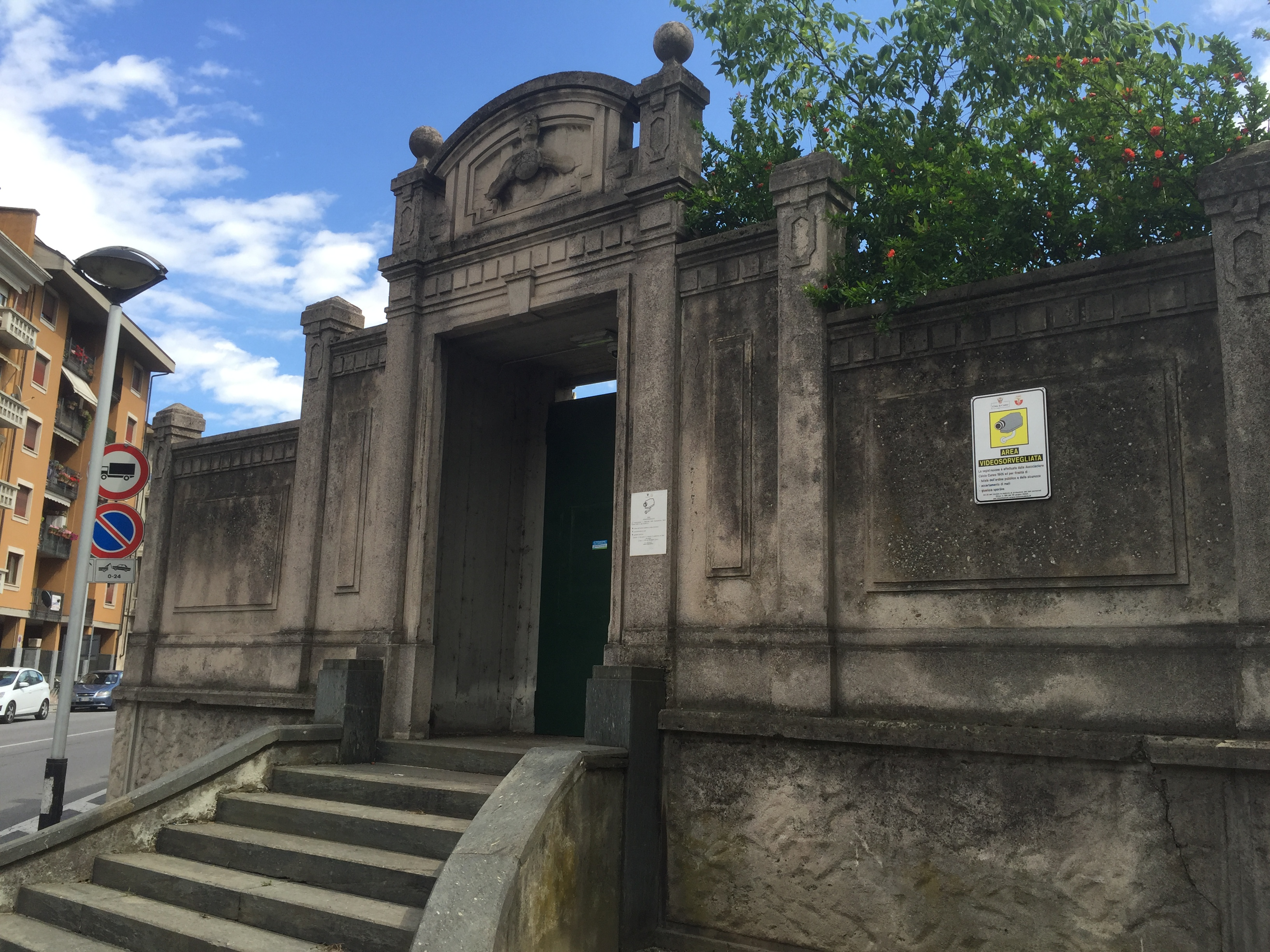
Uno dei portoni angolari dello stadio

Lo stadio Fratelli Paschiero conserva alcune peculiarità architettoniche originarie: di particolare pregio è il muro di recinzione, i cui monumentali portoni angolari sono decorati da altorilievi raffiguranti un busto umano che regge tra le mani un pallone da calcio. Il muro disegna inoltre un perimetro assai più ampio rispetto all'estensione del campo da gioco, evidenziando le vestigia della dismessa pista d'atletica. 
La facciata della tribuna principale presenta invece le linee tipiche dello stile razionalista assai in voga nell'epoca fascista. 
Gli spalti si suddividono nei seguenti settori:
- Tribuna "Monviso": prospiciente il lato ovest del campo, è il settore più importante delle gradinate e costituisce l'ingresso principale dell'impianto. Ospita le postazioni per gli operatori della stampa, la tribuna d'onore e (al suo interno) i principali locali tecnici dello stadio, ivi compresi gli uffici amministrativi del Cuneo. È completamente provvista di tettoia, centralmente costruita in calcestruzzo e lateralmente in lamiera (con tralicci frontali a reggerne il peso). Trae il nome dalla via su cui si affaccia.
- Tribuna "Matteotti": situata sul lato est del complesso, si compone di un corpo centrale stabile (dotato di tettoia metallica) e di una tribunetta laterale scoperta in tubolari d'acciaio. Anch'essa trae il nome dalla via su cui si affaccia.
- Curva nord "Vasco": anch'essa scoperta e costruita in tubolari d'acciaio, ospita i gruppi della tifoseria organizzata locale. È intitolata alla memoria di Francesco Di Stasi (detto "Vasco"), tifoso cuneese scomparso prematuramente nel 2005[9].
- Curva sud: è suddivisa in tre tribunette costruite in tubolari d'acciaio, due delle quali (quelle adiacenti corso Monviso) sono riservate alle tifoserie ospiti.

Il terreno di gioco è in erba naturale e misura 105x68 m; quattro torri faro poste in corrispondenza degli angoli (installate nell'estate del 1983 e dotate ciascuna di nove riflettori) ne garantiscono l'illuminazione notturna per un valore di oltre 500 lux in tutte le direzioni.

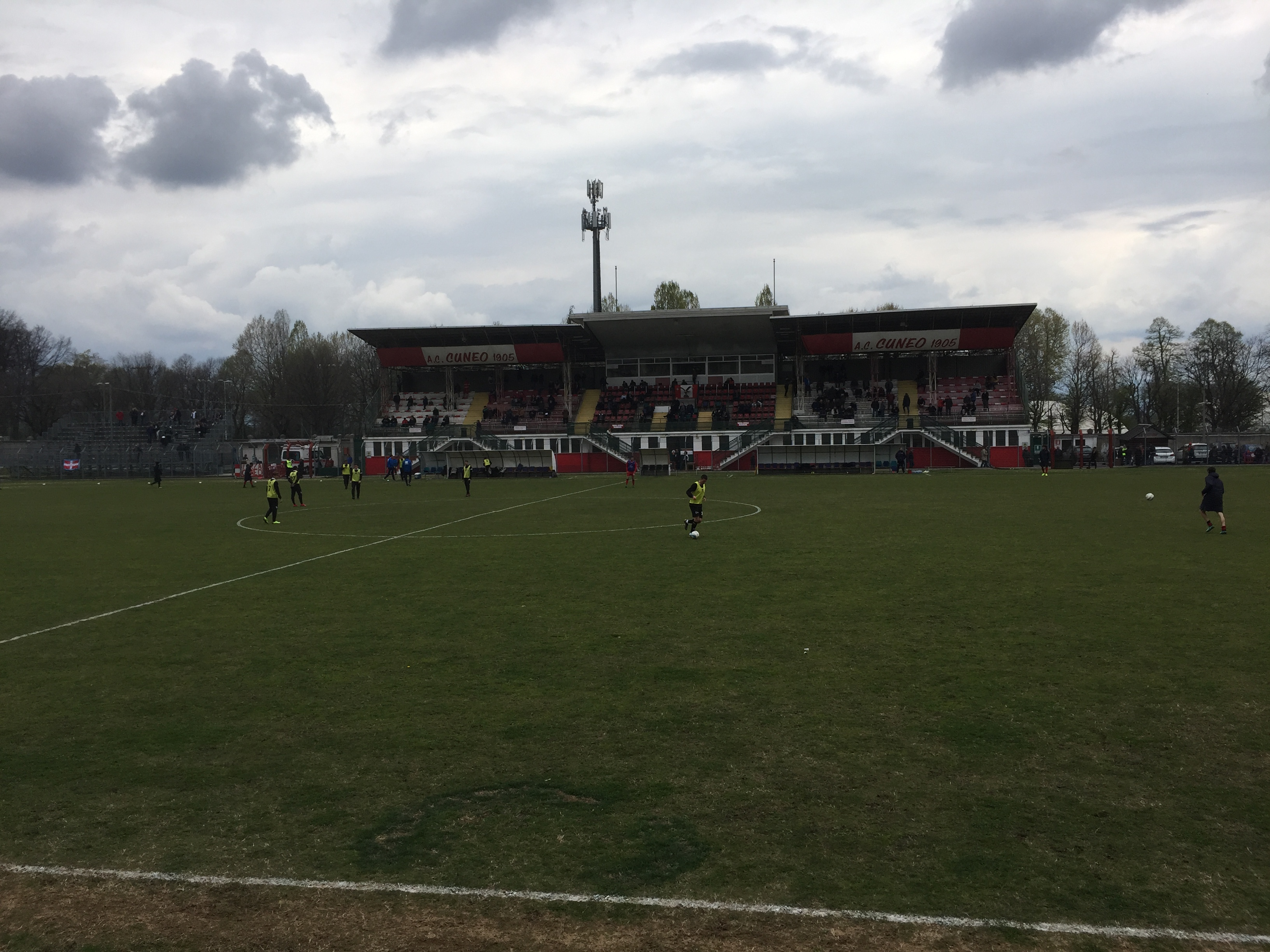
La tribuna centrale "Monviso"
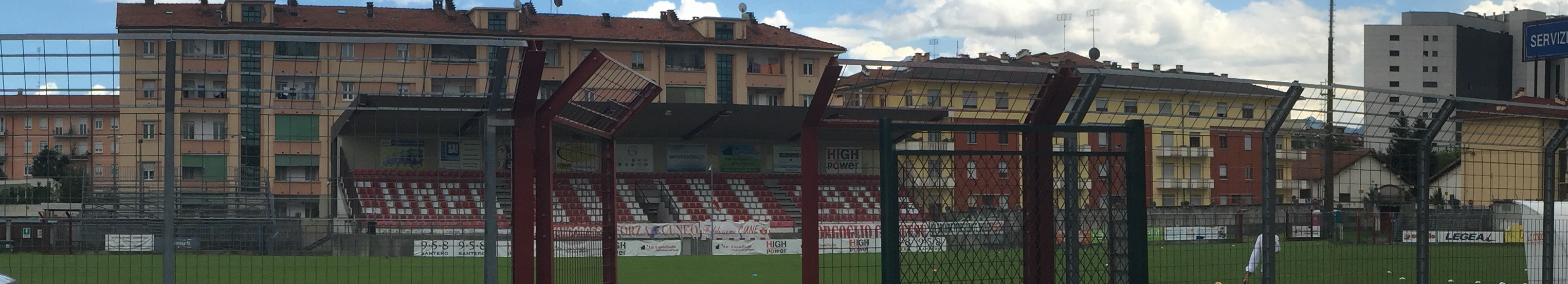
La tribuna laterale "Matteotti"
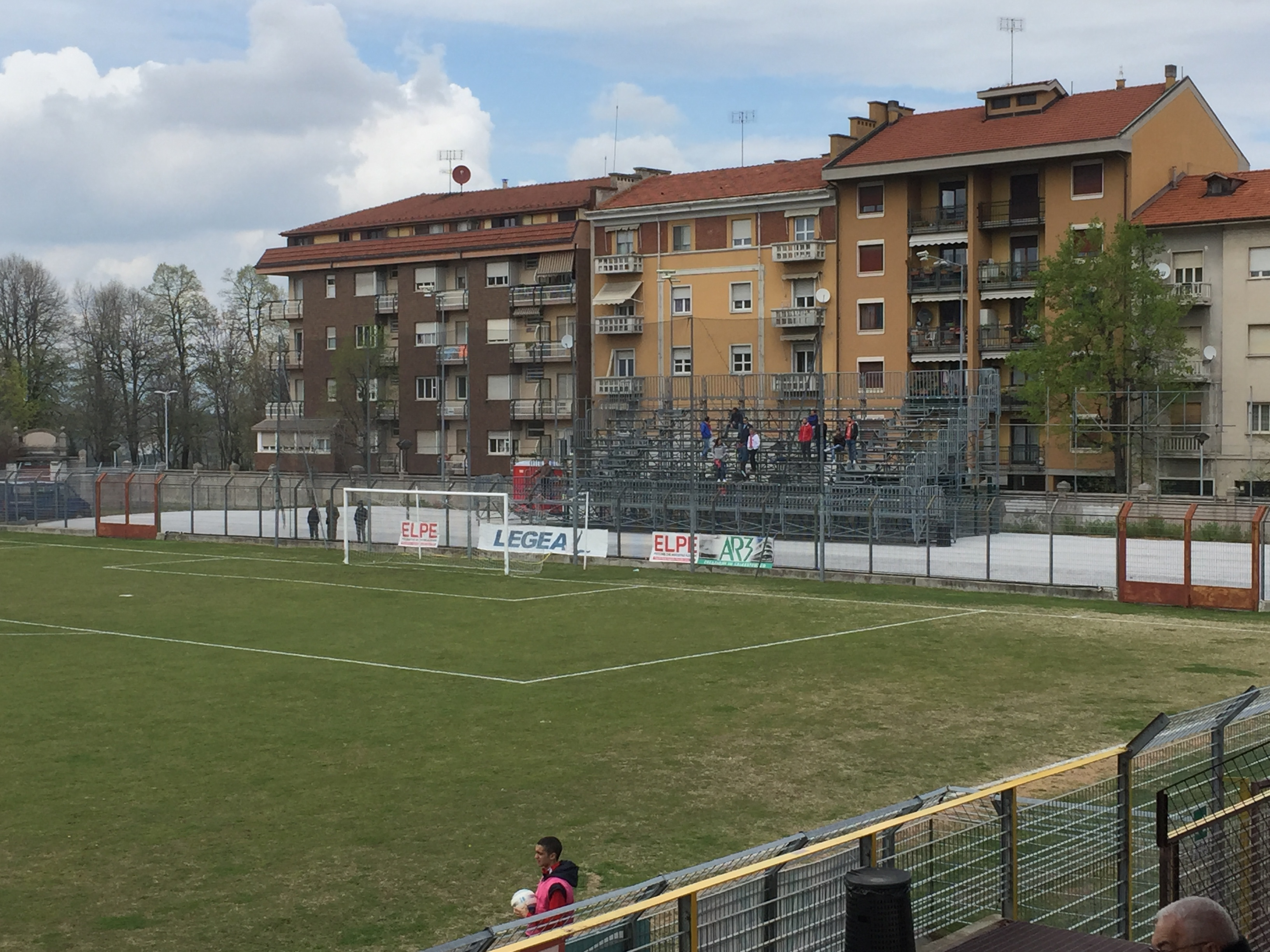
La curva nord "Vasco"
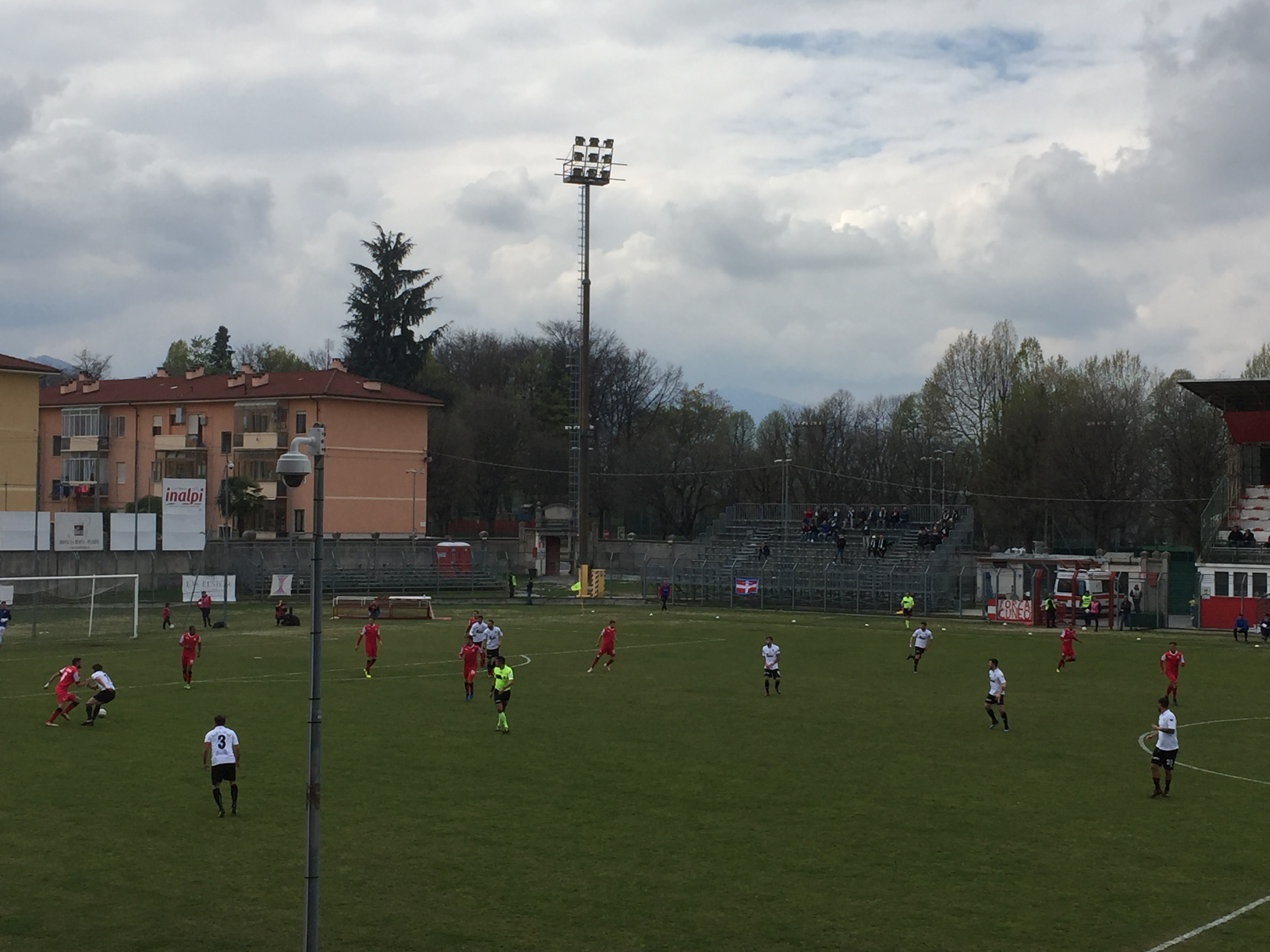
Le due tribunette del settore ospiti